# Agustín Cadena
Agustín Cadena (nacido en Ixmiquilpan, Estado de Hidalgo, México en el año de 1963) es un narrador, poeta, autor de libros para niños y jóvenes, ensayista y traductor. Es miembro del grupo "El Comité" y consejero editorial de la revista El Comité 1973.

## Obra más importantes

### Poesía
- Orgía de palomas. México: UNAM (col. El ala del  tigre). 1993. ISBN 9683626742.

- Primera sangre. México: UAM (col. Margen de poesía). 1995. ISBN 6706200452.

- Cacería de brujas. México: Bonobos, (col. Oval). 2011. ISBN 9786078099153.

- La ofrenda debida (Premio de Poesía Efrén Rebolledo 2011). México: Consejo Estatal para la Cultura y las Artes de Hidalgo. 2011. ISBN 9786077878391.

### Relatos
- Astillas y fragmentos. México: UNAM, (Confabuladores). 1997. ISBN 968-36-6146-7.

- Fábulas del crepúsculo. México: Ficticia (Biblioteca de cuento Anís del Mono, Núm. 11). 2003. ISBN 968-5382-15-8.

- Los pobres de espíritu. México: Nueva Imagen (Premio Nacional de Cuento San Luis Potosí, 2005). 2005. ISBN 970-24-0811-3.

- Las tentaciones de la dicha. México: Editorial Jus (Col. Contemporáneos). 2010. ISBN 978-607-412-075-2.

### Novelas
- Cadáver a solas. México: Editorial Joaquín Mortiz (Serie Del Volador). 1996. ISBN 968-27-0681-5.

- Tan oscura. México: Editorial Joaquín Mortiz (Serie Del Volador). 1999. ISBN 968-27-0774-9.

### Obras infantiles
- La guerra de los gatos. México: Editorial Progreso (Col. Rehilete). 2004.

- Los iluminados. México: Editorial Progreso (Col. Rehilete). 2009.

### Obras juveniles
- Alas de gigante. México: Ediciones B. 2011. ISBN 978-607-480-115-6.

### Edición
- Literatura Húngara. México: revista El Comité 1973. Año 3. Número 18. 2015.[3]

## Recepción crítica
Desde sus primeros libros, la obra de Agustín Cadena ha tenido una recepción entusiasta por parte de los críticos más importantes de México y ha despertado el interés de especialistas en el extranjero. De su carrera como escritor, dice Eusebio Ruvalcaba: “Agustín Cadena tiene algo que muy pocos escritores tienen: la devoción por la palabra escrita. No vive más que para y por la literatura”. Por su parte, Juan Domingo Argüelles lo ha definido como “uno de los mejores escritores de su generación”. Se coincide en señalar, como sus temas y elementos más recurrentes, la vida humana en los espacios urbanos, la búsqueda de códigos personales, el amor-pasión y el deseo, el aislamiento interior, la emoción soterrada, la ternura y la incapacidad para expresarla, y la violencia psicológica. Sus personajes suelen ser excéntricos, solitarios, vagabundos, prostitutas, aventureros, adolescentes extraordinarios en busca de su destino. Sobre ellos ha dicho Enrique Serna: “A Cadena le bastan unas cuantas líneas para calar en el alma de sus personajes”. En cuanto a su estilo, opina Mónica Lavín: “Las imágenes y el lenguaje de Agustín Cadena son eficaces, poderosos, pródigos, contundentes y descarnados”. Otros críticos que han reconocido el talento del escritor han sido Federico Patán, Alicia Zendejas, Sandro Cohen, Ignacio Trejo Fuentes, Socorro Venegas, Álvaro Enrigue, Juan Antonio Rosado, Gabriela Moya, Carlos Olivares Baró, Javier Moro, Luis Bernardo Pérez, Magda Díaz, Luis de la Peña Martínez y Antonio Tenorio Muñoz Cota. Fuera de México, su obra ha llamado la atención de críticos y traductores como Barbara Mujica, C.M. Mayo y Patricia Dubrava.

## El Comité
En el año 2012, Cadena fue invitado por Meneses Monroy a integrarse al grupo literario El Comité, primero como colaborador de la revista El Comité 1973 y luego como Consejero Editorial de dicha publicación. En el año 2015, Cadena editó un número dedicado a la Literatura Húngara.

## Citas
1. ↑  «Agustín Cadena - Detalle del autor - Enciclopedia de la Literatura en México - FLM - CONACULTA». www.elem.mx. Consultado el 18 de junio de 2018.
2. ↑  «El Comité 1973». Secretaría de Cultura/Sistema de Información Cultural. Consultado el 18 de junio de 2018.
3. ↑  «El Comité 1973 número 18. Literatura Húngara». Issuu (en inglés). Consultado el 3 de julio de 2018.
4. ↑  «El Comité 1973». Issuu (en inglés). Consultado el 17 de enero de 2019.
5. ↑  «Bitácora de vuelos : CATÁLOGO Revista El comité 1973». Bitácora de vuelos. Consultado el 17 de enero de 2019.